# Kadamjai (distrikt)
Kadamjaiskiy Raion är ett distrikt i Kirgizistan.   Det ligger i oblastet Batken, i den sydvästra delen av landet, 400 km sydväst om huvudstaden Bisjkek.
Följande samhällen finns i Kadamjaiskiy Raion:
- Kadamjay